# Szaty Małe
Szaty Małe (deutsch Klein Schatten) war ein Ort in der polnischen Woiwodschaft Ermland-Masuren. Seine Ortsstelle liegt im Gebiet der Gmina Kętrzyn (Landgemeinden Rastenburg) im Powiat Kętrzyński (Kreis Rastenburg).

## Geographische Lage
Die Ortsstelle von Szaty Małe liegt in der nördlichen Mitte der Woiwodschaft Ermland-Masuren, fünf Kilometer nördlich der Stadt Kętrzyn (deutsch Rastenburg).

## Geschichte
Klein Schatten war 1785 ein adliges Gut mit zwei Feuerstellen, 1820 wurde es als adliges Vorwerk mit einer Feuerstelle bei 45 Einwohnern erwähnt.
Ab 1874 gehörte Klein Schatten innerhalb des Gutsbezirks Borken (polnisch Borki) zum Amtsbezirk Alt Rosenthal (polnisch Stara Różanka) im ostpreußischen Kreis Rastenburg, bis es am 30. September 1928 mit dem Gutsbezirk Alt Rosenthal in die Landgemeinde Alt Rosenthal umgegliedert wurde – nunmehr im Amtsbezirk Blaustein (polnisch Siniec) gelegen.
1885 zählte Klein Schatten 51 Einwohner, im Jahre 1905 waren es 49.
Im Jahre 1945 kam Klein Schatten innerhalb des gesamten südlichen Ostpreußen zu Polen und erhielt die polnische Namensform „Szaty Małe“. Der Ort wurde wohl nicht mehr besiedelt, denn schon in den 1950er Jahren verliert sich sein Name in den amtlichen Registern. Er ist heute nicht mehr vorhanden und könnte in Stara Różanka aufgegangen sein. Seine Ortsstelle liegt im Bereich der Landgemeinde Kętrzyn (Rastenburg) im Powiat Kętrzyński (Kreis Rastenburg) in der Woiwodschaft Ermland-Masuren.

## Kirche
Bis 1945 war Klein Schatten in die evangelische Pfarrkirche Rastenburg in der Kirchenprovinz Ostpreußen der Kirche der Altpreußischen Union, außerdem in die römisch-katholische St.-Katharinen-Kirche Rastenburg im Bistum Ermland eingepfarrt.

## Verkehr
Die Ortsstelle Szaty Małe liegt westlich der heutigen Woiwodschaftsstraße 591 (einstige deutsche Reichsstraße 141) nordwestlich von Stara Różanka. Als Alt Rosenthal war es vor 1945 die Bahnstation von Klein Schatten an der Bahnstrecke Rastenburg–Barten der Rastenburger Kleinbahnen, die außer Betrieb gestellt worden ist.